# Visvaldas Matkevičius
Visvaldas Matkevičius (* 4. Dezember 1963 in Šiauliai, Litauische SSR) ist ein litauischer Politiker, Bürgermeister von Panevėžys (2002–2003).

## Leben
1986 absolvierte er das Studium der Sonderpädagogik an der Universität Šiauliai und 1998 Masterstudium des Personalmanagements an der Technischen Universität Kaunas.
Von 2000 bis 2003, von 2003 bis 2007 und von 2007 bis 2011 war er Mitglied im Stadtrat Panevėžys.
Von 2002 bis 2003 war er Bürgermeister von Panevėžys, von 2003 bis 2007 Verwaltungsdirektor von Panevėžys.
Er ist Direktor der Sonderschule Panevėžys.